# Raub
Raub – miasto w Malezji, w stanie Pahang. W 2000 roku liczyło 31 810 mieszkańców.